# 96
96 ou 96 d.C. (XCVI na numeração romana) foi um ano bissexto do calendário juliano, da Era de Cristo no século I que teve início em uma sexta-feira e fim num sábado, tendo as letras dominicais C e B. Segundo o horóscopo chinês, foi o ano do Macaco.
| Ano completo                          |
| ------------------------------------- |
| Ano bissexto com início à sexta-feira |

## Eventos

### Por lugar

#### Império Romano
- 18 de setembro - o imperador Domiciano é assassinado aos 44 anos por um liberto. O imperador estava há 15 anos no poder e foi vítima de uma conspiração palaciana envolvendo sua esposa Domícia Longina e oficiais da guarda pretoriana, resultando no fim da dinastia flaviana.
- Nerva é declarado imperador pelo senado. Ele traz de volta cidadãos exilados por Domiciano. É o início da chamada Era dos cinco bons imperadores, a Dinastia Antonina.
- Com Nerva o Senado Romano recupera muitos dos poderes usurpados por Domiciano.
- Marco Úlpio Trajano se torna governador da Germânia Superior.
- Tem início a construção do Fórum de Nerva em Roma.
- A construção do Arco de Tito é concluída em Roma.

### ArteseCiências
- Fim do período coberto por Públio Cornélio Tácito em suas Historiae.

### Religião
- O Livro da Revelação é escrito (data tradicional).
- Um cisma no Budismo cria uma nova vertente popular na Índia, a maaiana.

## Mortes
- 18 de Setembro - Domiciano, Imperador romano.
- Públio Papínio Estácio, também conhecido como Papínio Estácio ou simplesmente Estácio - poeta romano.

| Calendário gregoriano                                                        | 96 XCVI                       |
| Ab urbe condita                                                              | 849                           |
| Calendário arménio                                                           | -456 – -455                   |
| Calendário bahá'í                                                            | -1748 – -1747                 |
| Calendário budista                                                           | 640                           |
| Calendário chinês                                                            | 2792 – 2793                   |
| Calendário copta                                                             | -188 – -187                   |
| Calendário etíope                                                            | 88 – 89                       |
| Calendários hindus - Vikram Samvat - Calendário nacional indiano - Cáli Iuga | 151 – 152 17 – 18 3196 – 3197 |
| Calendário Holoceno                                                          | 10096                         |
| Calendário islâmico                                                          | 542 BH – 541 BH               |
| Calendário judaico                                                           | 3856 – 3857                   |
| Calendário persa                                                             | 526 BP – 525 BP               |
| Calendário rúnico                                                            | 346                           |
| Calendário solar tailandês                                                   | 639                           |